# Irena (Missouri)
Irena è un villaggio degli Stati Uniti d'America, situato nello Stato del Missouri, nella contea di Worth.